# 서팽소
서팽소(徐彭召, ?~?)는 조선의 문신이다. 본관은 대구, 자는 맹당(孟棠), 아버지는 언양현감 서거광(徐居廣)이고, 어머니는 죽산 안씨(竹山安氏)이며, 부인은 양지(楊沚)의 딸인 안악 양씨(安岳楊氏)이다.

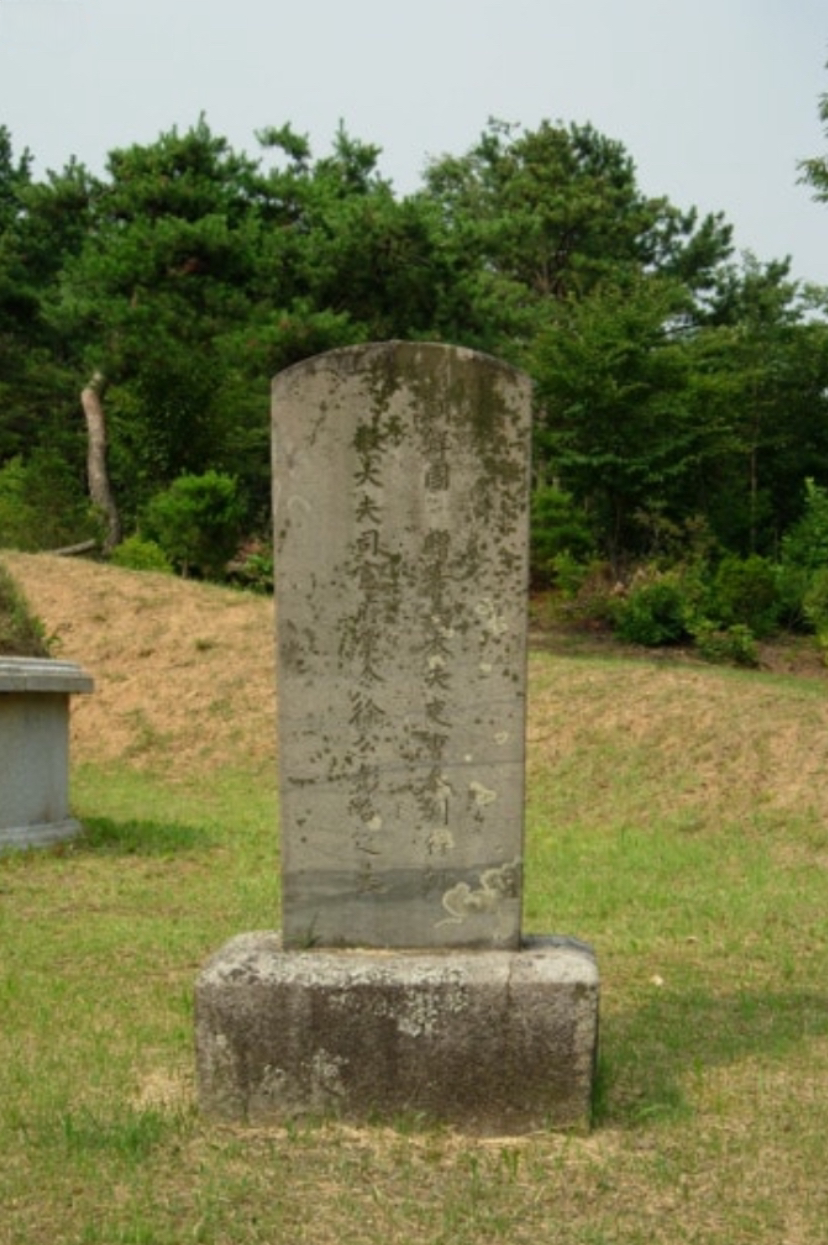
서팽소(徐彭召)의 묘비

## 생애
서팽소는 어렸을 때부터 부모를 잃었다. 그 이유 때문에 숙부 서거정이 가르침을 받으면서 살았다. 그는 성리학은 물론 천문(天文)‧지리(地理)‧의약(醫藥)에 이르기까지 두루 통달하였다.
1476년(성종 7년)에는 별시문과(別試文科)에 을과로 급제한 후, 경연청전경(經筵廳典經), 예문관대교(藝文館待敎 - 정8품), 승문원참교(承文院參校 - 종3품), 사헌부지평(司憲府持平 - 정5품)과, 사헌부장령(司憲府掌令 - 정4품) 관직을 역임하였다.

## 가족 관계
- 아버지 : 서거광(徐居廣)
- 어머니 : 죽산 안씨(竹山安氏)
  - 부인: 양지의 딸
    - 아들: 서후(徐厚)
    - 아들: 서구(徐久)
      - 손자: 서업(徐嶪)

    - 아들: 서포(徐包)
    - 아들: 서고(徐固)
      - 손자: 서대(徐岱)
      - 손자: 서엄(徐崦)
      - 손자: 서해(徐嶰)